# Чжанчжа
Чжанчжа (кит. 漳扎镇, пін. Zhāngzhā Zhèn) — містечко у КНР, адміністративний центр повіту Цзючжайгоу на північному сході Нгава-Тибетсько-Цянської автономної префектури.

## Географія
Чжанчжа розташовується на крайньому сході регіону Амдо.

### Клімат
Містечко знаходиться у зоні, котра характеризується вологим континентальним кліматом з теплим літом. Найтепліший місяць — липень із середньою температурою 14.3 °C (57.7 °F). Найхолодніший місяць — січень, із середньою температурою -5.3 °С (22.5 °F).
| Клімат Чжанчжа          | Клімат Чжанчжа | Клімат Чжанчжа | Клімат Чжанчжа | Клімат Чжанчжа | Клімат Чжанчжа | Клімат Чжанчжа | Клімат Чжанчжа | Клімат Чжанчжа | Клімат Чжанчжа | Клімат Чжанчжа | Клімат Чжанчжа | Клімат Чжанчжа | Клімат Чжанчжа |
| Показник                | Січ.           | Лют.           | Бер.           | Квіт.          | Трав.          | Черв.          | Лип.           | Серп.          | Вер.           | Жовт.          | Лист.          | Груд.          | Рік            |
| Середня температура, °C | −5,3           | −2,9           | 1,6            | 6              | 9,5            | 11,9           | 14,3           | 14             | 10,5           | 6,4            | 0,5            | −3,9           | 5,2            |
| Норма опадів, мм        | 5              | 8.3            | 25.9           | 55.8           | 97             | 102.5          | 114.4          | 99.6           | 110.3          | 65             | 11.6           | 3.3            | 698.7          |
| Днів з опадами          | 5,1            | 7,1            | 12,4           | 15,3           | 19,1           | 20,1           | 19,8           | 16,7           | 19,9           | 17,8           | 7,4            | 3,5            | 164,2          |
| Вологість повітря, %    | 53.1           | 53             | 53.6           | 56             | 59.3           | 63.8           | 69.4           | 69.1           | 71.8           | 68.7           | 61.5           | 57.4           | 61.4           |
| ----------------------- | -------------- | -------------- | -------------- | -------------- | -------------- | -------------- | -------------- | -------------- | -------------- | -------------- | -------------- | -------------- | -------------- |
| Джерело: Weatherbase    |                |                |                |                |                |                |                |                |                |                |                |                |                |